# Versinikia Peak
Der Versinikia Peak (englisch; bulgarisch връх Версиникия wrach Wersinikija) ist ein 2900 m hoher und spitzer Berg in der nordzentralen Sentinel Range des Ellsworthgebirges im westantarktischen Ellsworthland. Er ragt 3,1 km nordöstlich des Evans Peak, 6,5 km östlich des Mount Giovinetto, 6,6 km südwestlich des Mount Jumper und 8,53 km nordwestlich des Mount Bearskin aus einem Gebirgskamm auf, der sich vom Mount Giovinetto über eine Länge von 8,8 km in südlicher Richtung erstreckt. Seine West- und Südosthänge sind teilweise eisfrei. Der Patton-Gletscher liegt südöstlich und das Kopfende des Rumjana-Gletschers nordwestlich von ihm.
US-amerikanische Wissenschaftler kartierten ihn 1961 und 1988. Die bulgarische Kommission für Antarktische Geographische Namen benannte ihn 2014 nach der mittelalterlichen Festung Wersinikija im Südosten Bulgariens.